# Hedyotis sachetiana
Hedyotis sachetiana är en måreväxtart som beskrevs av Francis Raymond Fosberg. Hedyotis sachetiana ingår i släktet Hedyotis och familjen måreväxter. Inga underarter finns listade i Catalogue of Life.